# ريتش مور (لاعب كرة قدم أمريكية)
ريتش مور (بالإنجليزية: Rich Moore)‏ هو لاعب كرة قدم أمريكية أمريكي، ولد في 26 أبريل 1947 في كليفلاند في الولايات المتحدة.

## وصلات خارجية
- ريتش مور على موقع مرجع كرة القدم المحترفة.كوم (الإنجليزية)